# Monte Lucci
Il monte Lucci (1104 metri) è una altura dell'alto Appennino bolognese, situata nel territorio comunale di Granaglione e in una estrema propaggine meridionale della provincia di Bologna.
Il monte Lucci costituisce l'ultimo e il meno elevato anello della catena montuosa che separa le vallate dei torrenti Orsigna (a sud) e Randaragna (a nord), nell'alto bacino del fiume Reno; risalendo tale catena si incontrano vette quali il monte del Cocomero, il monte Orsigna e il poggio delle Ignude, da cui poi c'è un diretto collegamento col Monte Gennaio e il Corno alle Scale attraverso la valle del torrente Silla.
Il versante settentrionale del monte è costituito da un ripido balzo denominato Pianacci, ben visibile dalla strada vicinale che conduce alla località Case Trogoni, che è formato dalla piccola ma impervia vallata del fosso Ruina che ha origine appunto dal monte Lucci; ad ogni modo, il principale corso d'acqua che ha origine da esso è il rio Poli, tributario da sinistra del fiume Reno.